# ゲルトルート・フォン・ブラウンシュヴァイク
ゲルトルート・フォン・ブラウンシュヴァイク（Gertrud von Braunschweig、1060年頃 - 1117年12月9日）は、ブルノン家出身のマイセン辺境伯令嬢・夫人・母君。マイセン辺境伯エクベルト1世とイルムガルト・フォン・トリノの娘。

## 生涯
最初はカトレンブルク伯ディートリヒ2世（1085年没）と結婚、息子のディートリヒ3世を産んだ。1090年に兄のエクベルト2世が子供を遺さずに殺害されると、彼女はブラウンシュヴァイク周辺のブルノン家の所領を相続した。
2度目の結婚でゲルトルートは、ノルトハイム伯ハインリヒ・デア・フェテ（バイエルン公オットー・フォン・ノルトハイムの息子、1101年没）に嫁ぎ、オットー3世、リヒェンツァ、ゲルトルートの3子を儲けた。リヒェンツァはザクセン公ロタール・フォン・ズップリンゲンブルク、後の神聖ローマ皇帝ロタール3世と結婚した。この結婚はブルノン家のブラウンシュヴァイクの所領を彼にもたらした。
ゲルトルートの3度目の夫はヴェッティン家のマイセン辺境伯でもあったアイレンブルク伯ハインリヒ1世（1103年没）で、ハインリヒ1世の死後に生まれた息子ハインリヒ2世はマイセン辺境伯位を相続した。
ブラウンシュヴァイクの歴史では、ゲルトルートは、後のエーギディエン修道院（1115年）の創設者としてその名を遺している。